# Utica, Quận Crawford, Wisconsin
Utica là một thị trấn thuộc quận Crawford, tiểu bang Wisconsin, Hoa Kỳ. Năm 2010, dân số của thị trấn này là 648 người.